# Greger Siljebo
Nils Greger Siljebo, född 22 augusti 1963 i Fredrika i Lappland, är en svensk violinist, spelman, mandolaspelare och kompositör. Siljebo är riksspelman sedan 1985 och utbildad vid musikhögskolan i Göteborg med Christer Thorvaldsson som huvudlärare.
Siljebo är violinist i Aurum trio med Jakob Petrén (piano) och Eva Bartholdsson (sång). 2006 gav de ut skivan Augustimöte, som 2007 tilldelades Lille Bror Söderlundhs stipendium, tillsammans med Raymond Björling och Pär Sörman.
Siljebo spelar även i gruppen Tritonus med Hans Kennemark och Jan-Anders Ernlund, men syns även med artister som till exempel Alf Hambe.
Siljebo finns representerad i Verbums Kyrksång med melodin till "Gud som haver barnen kär", samt ett antal tonsättningar till projektet Psalmer för Livet (Tonika Förlag). 
Till de mer kända sångerna av Siljebo hör "Visa i Backa".
1994 startade Siljebo tillsammans med riksspelmannen Hans Kennemark en folkmusikkurs för ungdomar från hela Halland. Kursen hade i början bara 20 deltagare men det har vuxit till 40 på senare år. Ur denna kurs har ungdomsgruppen Hallandsfolk som leds av Siljebo kommit till, de fick Hallands akademis pris till Olof von Dalins minne 2018 för sitt skickliga spel och återväxten inom halländsk folkmusik. 
Tillsammans med Hans Kennemark har han givit ut två körhäften: "Svett å tagel" och "STÅNK" i serien "Det sjunger om folkmusik".

## Diskografi
- 1991 – Handgjorda låtar (med Hans Röjås, egen utgivning)
- 1995 – Svett å tagel (Tritonus, Amigo förlag)
- 1995 – Höl i vägga (Tritonus m. fl. UR, 1995)
- 1998 – Nära havet (Div. artister, Alwa Musik)
- 1999 – I välsignan och fröjd (Tritonus, Argument)
- 2003 – Psalmer för Livet 1 – Påsk- & Pingsttiden (Tonika Produktion)
- 2003 – Psalmer för Livet 2 – Trefaldighetstiden 1 (Tonika Produktion)
- 2003 – Psalmer för Livet 4 – Advents- och Jultiden (Tonika Produktion)
- 2003 – Som en eld och som ett väder (med Eva Bartholdsson, Jakob Petrén, Lars Karlsson, Torbjörn Johansson & Kjell Leidhammar, Alwa Musik 2004) [5]
- 2004 – Psalmer för Livet 3 – Trefaldighetstiden II (Tonika Produktion)
- 2005 – Psalmer för Livet 5 – Fastan (Tonika Produktion)
- 2006 – Augustimöte (med Jakob Petrén & Eva Bartholdsson), Marox Studios)
- 2008 – Requiem Nu är en dag framliden (med Alf Hambe, Hans Kennemark, mfl, Verbum[död länk])
- 2012 – Vandringen (Greger Siljebo & Jakob Petrén)
- 2014 – Sånger från bersån (med Eva Bartholdsson)